# 伊號第十一潛艦

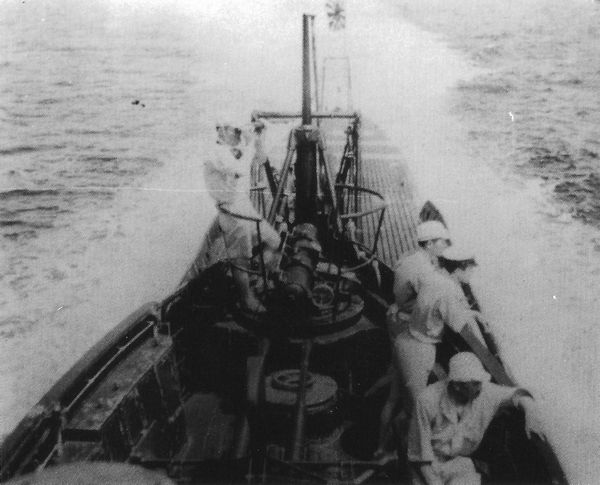
伊号第十一潜水艇航行于南太平洋，摄于1942年7月

伊号第一一潜水艦（いごうだいじゅういちせんすいかん）是日本海軍潜水艦。伊九型潜水艦（巡潜甲型）的3号舰。1944年（昭和19年）确定沉没于富纳富提南面。

## 舰历
1939年（昭和14年）通过第四次海軍補充計画（④計畫）4月10日在川崎造船所开工，1941年（昭和16年）2月5日下水，1942年（昭和17年）5月16日竣工。入吴鎮守府籍。
竣工後以吴港作为母港活動，主要在南太平洋地区活动。
1942年（昭和17年）6月7日从吴出港后，前往澳大利亚周边海域从事通商破坏并击沉3艘商船。同年9月6日11點49分，本艦在新赫布里底群島圣埃斯皮里图岛西北部(東經13°20′162°40′)發現以大黃蜂號航空母艦為中心的美國海軍第17特混艦隊。當大黃蜂號於12點49分在它765碼（700）前經過時，它發射了四枚魚雷。12點51分，大黃蜂號在其右舷處發現了一道魚雷尾流，在上空巡邏的TBF-1復仇者魚雷轟炸機的飛行員投下了一枚325磅（147）的深水炸彈；它的爆炸引爆了兩枚來襲魚雷。大黃蜂號開始向左舷猛轉，而北卡羅來納號則轉向右舷。一枚魚雷從北卡羅來納號戰艦左舷400碼（370）處掠過。拉塞爾號隨即對本艦展開追擊。14時52分，拉塞爾號通過聲吶追蹤到目標並投下6枚600磅深水炸彈。15時13分，船員觀測到海面上出現浮油，但潛艦隨後在約700碼處從聲吶上消失。7日，由于受到PBY卡特琳娜水上飛機的攻击而受损，停靠至吴港。
1943年（昭和18年）1月9日再次执行通商破坏任務，但未取得结果。7月20日对澳大利亚海軍轻巡洋艦「霍巴特」进行魚雷攻撃，2枚命中，至其严重受损。12月31日偵察富纳富提。
1944年1月11日，受命前往埃利斯、萨摩亚方向，此后下落不明。至3月20日认定沉没于富纳富提南面。自艦長以下114名官兵全員战死、无生还者。同年4月30日除籍。

## 歴代艦長

### 艤装員長
1. 七字恒雄中校（1942年2月10日-）

### 艦長
1. 七字恒雄中校（1942年5月16日-）
2. 田上明次中校（1943年7月7日-）
3. 伊豆寿市[2]中校（1943年10月10日-）